# Sant Jaume de Fenollet
Sant Jaume de Fenollet és un edifici de Sant Bartomeu del Grau (Osona) protegit com a Bé Cultural d'Interès Local.

## Descripció
Sant Jaume de Fonollet o de Fenollet és una petita església aïllada que forma nucli amb una altra construcció i està voltada de xiprers. És de planta rectangular amb capçalera semicircular decorada a l'exterior per arcuacions entre lesenes. La nau es coberta amb volta de canó reforçada per un arc toral i comunica amb l'absis per un arc presbiteral. S'il·lumina per dues finestres de doble esqueixada, una a l'absis i l'altre al mur de migjorn, i una amb forma de creu a ponent. A la façana de migdia hi ha un bonic portal adovellat de mig punt que conserva encara la ferramenta d'estil romànic. Es pot veure un portal similar, avui tapiat, a la façana deponent. En aquesta façana també hi trobem un campanar d'espadanya reconvertit en un cobert de planta quadrada i coberta a dues vessants, a manera de petit comunidor.

## Història
Aquesta església situada a ponent del poble de Sant Bartomeu del Grau es troba davant la masia de Fenollet i prop delmas Sant Miquel. És un edifici del segle xi amb similituds arquitectòniques com Sant Genís sa Devesa, sufragania d'Olost. Sant Jaume de Fenollet sempre depengué de Sant Bartomeu del Grau. El culte i conservació d'aquesta església degué anar molt relacionada amb la masia del mateix nom, i encara avui en tenen cura, si bé el nom de Fenollet ja s'ha perdut.